# João Félix
João Félix Sequeira (* 10. November 1999 in Viseu) ist ein portugiesischer Fußballspieler. Der Stürmer steht aktuell beim Al-Nassr FC in Saudi-Arabien unter Vertrag und ist portugiesischer Nationalspieler.

## Karriere

### Verein

#### Anfänge in Porto und Etablierung bei Benfica
Félix, der aus Viseu im Norden des Landes stammt, begann seine Vereinslaufbahn bei Os Pestinhas. 2008 kam er in die Jugend des FC Porto. Dort sortierte man den Jungen 2014 aus, nachdem man ihn für „zu klein und dünn“ befand. Darüber hinaus trennten Félix’ Heimatstadt Viseu und Porto über 100 Kilometer. Anschließend spielte er eine Saison für den Padroense FC, ehe er im Sommer 2015 in die U17 Benfica Lissabons wechselte. Eine Spielzeit später kam der mittlerweile 17-Jährige erstmals für die zweite Herrenmannschaft in der Segunda Liga sowie die vereinseigene U19 zum Einsatz. In der Gruppenphase der UEFA Youth League schoss Félix drei Tore, in der Finalrunde folgten drei weitere. Unter anderem gelang ihm ein spielentscheidender „Doppelpack“, als im Semifinale Real Madrid mit 4:2 besiegt wurde. Im Endspiel scheiterten der Stürmer und seine Mannschaft letztendlich am FC Salzburg.
Im Dezember 2017 verlängerte der mittlerweile 18-jährige Félix seinen Vertrag bei Benfica bis Juni 2022. Zur Saison 2018/19 rückte er gemeinsam mit Yuri Ribeiro und anderen in den Kader der ersten Mannschaft auf. Unter Trainer Rui Vitória kam er im ersten Halbjahr auf sieben Ligaeinsätze, ein Spiel von Beginn an in der Champions League sowie ein Liga- und drei Landespokalspiele. Hierbei schoss der Angreifer drei Tore und leistete eine Vorlage. Anfang Januar 2019 übernahm Bruno Lage die Mannschaft, nachdem diese unter Vitória bereits dreimal verloren hatte, zuletzt zweimal in Folge und zum ersten Mal überhaupt gegen den Tabellenzehnten Moreirense. Unter diesem sollte der junge Spieler dann nach durchwachsenen Leistungen der Stürmer Facundo Ferreyra und Nicolás Castillo seinen Durchbruch erreichen. Ab dem Zeitpunkt von Lages Übernahme konnte Benfica in der heimischen Liga nur noch Siege feiern, lediglich einmal trennte man sich von einem der Gegner unentschieden. Das Team gewann mehrmals hoch, so wurde unter anderem Boavista mit 5:1 besiegt, Marítimo mit 6:0 oder Nacional Funchal gar mit 10:0. Ab dem 16. Spieltag schoss Félix 13 Tore (sein erstes ausgerechnet im Derby gegen Sporting) und leistete acht Assists, in allen Partien stand er von Beginn an auf dem Feld. Er agierte als hängende Spitze hinter Haris Seferović bzw. dem Brasilianer Jonas und war am Ende der Meistersaison Benficas dritteffektivster Offensivspieler. In der Europa League, in der man nach dem Ausscheiden aus der „Königsklasse“ spielte, erzielte Félix im Viertelfinalhinspiel gegen Eintracht Frankfurt, das mit 4:2 endete, drei Tore und war am vierten mit einer Vorlage beteiligt. Damit wurde er mit 19 Jahren und 125 Tagen zum jüngsten Spieler, der einen „Dreierpack“ in der Europa League erzielte. Im Rückspiel schied Benfica aber nach einer 0:2-Niederlage aus dem Wettbewerb aus.
Aufgrund seiner Leistungen geriet der Offensivspieler in den Fokus europäischer Topklubs, das Fachmagazin 11 Freunde schrieb über ihn „Sein Spiel vereint alles, was ein Offensivspieler gebrauchen kann: Er ist schnell, beidfüßig, trotz seiner Größe (1,80 m) erstaunlich kopfballstark und verfügt über eine unfassbare Technik. Schon mit dem ersten Ballkontakt verschafft er sich meist einen großen Vorsprung.“ Seiner Körpergröße stand zu diesem Zeitpunkt ein Gewicht von 62 Kilogramm gegenüber, was ihn, so 11 Freunde, „sehr schmal und schwach wirken“ ließ.

#### Wechsel nach Spanien

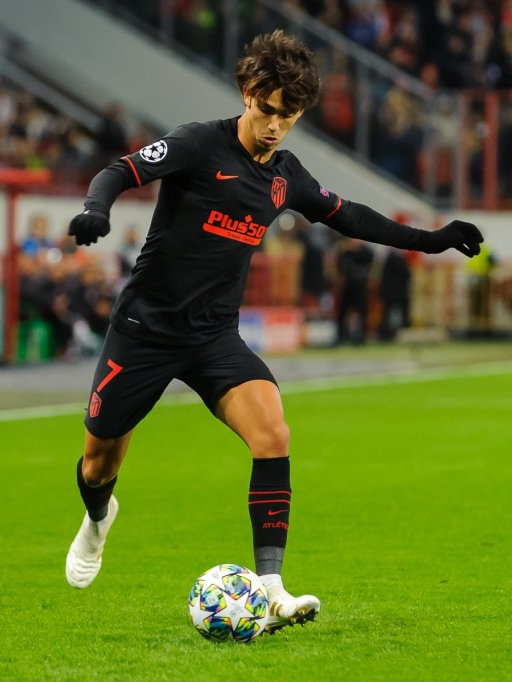
Félix in der Champions League mit Atlético Madrid (2019)

Zur Saison 2019/20 wechselte Félix in die spanische Primera División zu Atlético Madrid. Er unterschrieb einen Vertrag mit einer Laufzeit bis zum 30. Juni 2026 und soll pro Jahr 7 Mio. Euro verdienen. Die Ausstiegsklausel soll bei 120 Millionen Euro gelegen haben, weshalb sich beide Vereine auf eine Ratenzahlung einigten, woraufhin Atlético 6 Millionen Euro extra bezahlte. Mit einer Gesamtablösesumme in Höhe von 126 Millionen Euro wäre Félix einer der teuersten Transfers der Fußballgeschichte. Im November 2019 gewann Félix als erst zweiter Portugiese nach Renato Sanches vor den Bundesligastürmern Jadon Sancho und Kai Havertz den Golden Boy als bester U21-Spieler des Jahres in Europa. Bis zu diesem Zeitpunkt hatte Félix drei Tore geschossen und eine Vorlage geleistet, nachdem ihn Trainer Diego Simeone hinter den Angreifern Álvaro Morata und Diego Costa hatte spielen lassen. Im weiteren Saisonverlauf folgten acht weitere direkte Torbeteiligungen, welche Atlético unter anderem das Erreichen des Champions-League-Viertelfinales ermöglichten oder einen Zähler gegen den Ligakonkurrenten FC Sevilla sicherten. Der Angreifer hatte laut dem spanischen Fachmagazin Marca Probleme damit, Simeones Spielsystem zu verinnerlichen. Das frühe Pressing, in das auch die Offensivakteure eingebunden wurden, kostete ihn für sein Angriffsspiel notwendige Kräfte, woraufhin er häufiger keine Torchancen einleiten konnte. Die Sportzeitung bezeichnete ihn daraufhin als einen der „enttäuschendsten Transfers der Saison“. In der Spielzeit 2020/21 steigerten sich Félix’ statistische Werte, allerdings waren seine vier Mitspieler Luis Suárez, Marcos Llorente, Ángel Correa und Yannick Carrasco alle an mehreren Mannschaftstreffern beteiligt als er. Der junge Portugiese hatte seinerseits aber trotz allem einen entscheidenden Anteil an der Gesamtsaisonleistung Atléticos gehabt. So schoss er beim 3:2 gegen Salzburg in der Champions-League-Gruppenphase zwei Tore, gegen den FC Bayern München traf er ebenfalls, als man sich 1:1 trennte; schlussendlich landeten die Spanier so noch vor Salzburg auf Platz 2. Auch in der Liga sicherten Félix’ Tore und Torvorlagen wichtige Zähler, etwa gegen Osasuna (3:1, zwei Tore) oder Valencia (3:1, je ein Tor und eine Vorlage). Am Saisonende holten die Madrilenen schließlich mit zwei Zählern Vorsprung auf den Stadtrivalen Real seit sieben Jahren wieder einen Landesmeistertitel.
Die Saison 2021/22 verlief für Félix durchwachsen. Er verpasste 13 Partien in Folge von Verletzungen, zwei weitere wegen einer Sperre, die er in Folge einer Schiedsrichterbeleidigung erhalten hatte. Trotz allem verdiente er sich wettbewerbsübergreifende 16 Scorerpunkte, sein bis dato höchster Wert in Diensten von Atlético. In der Champions League schied der Angreifer mit der Mannschaft im Viertelfinale aus, in der Liga reichte es hingegen nur für Rang 3 hinter Meister Real und dem FC Barcelona. Für seine Saisonleistungen wurde der Spieler von den Fans des Vereins später zu dessen „Spieler der Saison“ gewählt. Die Folgesaison begann für den Offensivspieler durchaus positiv, als es ihm gleich am 1. Spieltag gelang, alle drei Tore gegen den FC Getafe aufzulegen. Bis tief in den Herbst 2022 hinein konnte Félix im Spiel Atléticos keine Akzente setzen, verdiente sich dann aber in vier Partien in Folge fünf Scorerpunkte. Allerdings gewann er mit der Mannschaft in der Champions League lediglich ein Spiel und verlor auch noch gegen Bayer 04 Leverkusen den direkten Vergleich, woraufhin man als Gruppenletzter nicht einmal mehr in der Europa League weiterspielen durfte. Im Verlauf der Hinrunde rutschte Félix im Stürmerranking an die fünfte Stelle hinter Correa, Antoine Griezmann, Morata und Matheus Cunha und auch das Verhältnis zu Trainer Simeone verschlechterte sich deutlich, was beispielsweise der Hauptaktionär Miguel Ángel Gil Marín bestätigte. Exemplarisch hierfür sei eine Situation aus dem torlosen Champions-League-Gruppenspiel gegen den FC Brügge genannt. In diesem schickte der Coach seinen Spieler dreimal zum Aufwärmen, ohne ihn jedoch einzuwechseln. Daraufhin bat Félix seinen Agenten Jorge Mendes um die Suche nach einem neuen Verein für die Wintertransferperiode. Innerhalb der Winterpause, in welcher Félix an seiner ersten Weltmeisterschaft teilnahm, äußerte sich Gil Marín erneut zu ihm: „Félix steht für die größte Investition, die der Verein bis dato getätigt hat. Ich schätze ihn als einen hochveranlagten Spieler ein, einen der besten Spieler der Welt. Aber aus Gründen, auf die ich nun nicht eingehen werde, ist das Verhältnis zwischen Félix und Diego Simeone schlecht. Auch hege ich Zweifel an der Motivation des Spielers. Ginge es nach mir, würden wir weiter zusammenarbeiten, aber der Spieler selbst denkt offensichtlich anders darüber“.

#### Leihe zum FC Chelsea
Im Januar 2023 verlängerte Félix seinen Vertrag bis zum 30. Juni 2027 und wechselte bis zum Ende der Saison 2022/23 auf Leihbasis in die Premier League zum FC Chelsea. Zuvor sollen sich auch Chelseas Konkurrenten Arsenal und Manchester United für den Stürmer interessiert haben, hätten jedoch die Leihgebühr von 11 Mio. Euro nicht aufbringen wollen. Chelsea stand zu diesem Zeitpunkt auf Rang 10 in der Liga und nur sieben Konkurrenten hatten noch weniger Tore erzielt. Aufgrund des verletzungsbedingten Ausfalls der Angreifer Christian Pulisic, Armando Broja und Raheem Sterling verpflichteten die Londoner neben Félix auch den Mittelstürmer David Datro Fofana. Diesem blieb aber nur die Rolle als Reservist. Bei seinem Debüt stand Félix neben Kai Havertz in der Startelf und wurde nach einer guten Stunde nach einem groben Foul vom Platz gestellt; Chelsea verlor ohne ihn mit 1:2 gegen den Aufsteiger und Stadtrivalen Fulham. Nach einer Sperre für drei Spiele kehrte der Portugiese auf den Platz zurück und war bis in die Saisonendphase hinein Stammkraft. Phasenweise konnten Félix und Chelsea siebenmal in Folge nicht gewinnen und wurden letztendlich Zwölfter. Seit der Spielzeit 1993/94, in der man Vierzehnter wurde, hatten die Londoner nicht mehr so schlecht abgeschlossen und Félix gelangen auch lediglich vier Tore. Die mangelhafte Form der Mannschaft führte in der Saisonendphase zur Entlassung von Graham Potter, der nach nur sieben Monaten im Amt zum 30. Spieltag durch Frank Lampard ersetzt wurde. Der Stürmer blieb bei seinem Engagement in England auch in der Champions League hinter den Erwartungen zurück und blieb bis zum Ausscheiden Chelseas im Viertelfinale ohne direkte Torbeteiligung.

#### FC Barcelona
Zur Saison 2023/24 kehrte Félix zunächst zu Atlético Madrid zurück. An den ersten drei Spieltagen kam er jedoch nicht zum Einsatz, da beispielsweise der Stürmer Memphis Depay vom amtierenden Meister FC Barcelona verpflichtet worden war. Am 1. September 2023, dem letzten Tag der Sommertransferperiode, verlängerte Félix seinen Vertrag bis zum 30. Juni 2029 und wechselte bis zum Saisonende auf Leihbasis ohne Kaufoption seinerseits zum FC Barcelona.

#### Über London nach Mailand
Zur Sommervorbereitung 2024 kehrte Félix zu Atlético Madrid zurück. Am 1. Spieltag gehörte er nicht dem Kader an. Ende August 2024 kehrte der Portugiese zum FC Chelsea zurück und unterschrieb einen Vertrag bis zum 30. Juni 2031. Gleichzeitig wechselte Conor Gallagher zu Atlético Madrid. Unter Enzo Maresca zählte er nicht zum Stammpersonal und kam bis Ende Januar 2025 nur 12-mal in der Liga zum Einsatz, wobei er dreimal in der Startelf stand und ein Tor erzielte. Félix wurde dafür häufiger in den Pokalwettbewerben eingesetzt: einmal im FA Cup (zwei Tore), zweimal im EFL Cup und fünfmal in der UEFA Conference League (vier Tore).
Anfang Februar 2025 verließ Félix den FC Chelsea zum zweiten Mal und wechselte bis zum Ende der Saison 2024/25 auf Leihbasis in die italienische Serie A zur AC Mailand. Er kam in insgesamt 21 Pflichtspielen für die Italiener zum Einsatz, stand dabei zehnmal in der Startelf und erzielte drei Tore.

#### Wechsel nach Saudi-Arabien
Im Juli 2025 wechselte Félix nach Saudi-Arabien zum Al-Nassr FC und wurde dort Mitspieler seines Nationalmannschaftskollegen Cristiano Ronaldo.

### Nationalmannschaft
Im Juni 2017 debütierte Félix für die portugiesische U18-Auswahl, als er in einem Testspiel gegen Norwegen in der 58. Minute für Elves Baldé eingewechselt wurde. Beim 3:0-Sieg erzielte er zwei Treffer. Im Oktober 2017 absolvierte er seine erste Partie für die U21-Auswahl, als er im EM-Qualifikationsspiel gegen Bosnien und Herzegowina in der 56. Minute João Carvalho ersetzte. Im Januar 2018 verbuchte er gegen die Türkei seinen ersten Einsatz für Portugals U19-Mannschaft. Im März 2018 erzielte er beim 7:0-Sieg gegen Liechtenstein seinen ersten Treffer für die U21-Auswahl.
Am 5. Juni 2019 debütierte er unter Nationaltrainer Fernando Santos im Rahmen des 3:1-Sieges gegen die Schweiz im Halbfinale der UEFA Nations League 2018/19 in der A-Nationalmannschaft, die anschließend auch das Finale gewann, in dem er nicht eingesetzt wurde.
Bei der Europameisterschaft 2021 stand er im portugiesischen Kader, kam jedoch nur bei der 0:1-Achtelfinalniederlage gegen Belgien zu einem Kurzeinsatz als Einwechselspieler.

## Titel und Auszeichnungen
Im Verein
- Portugiesischer Meister: 2019 (Benfica Lissabon)
- Spanischer Meister: 2021 (Atlético Madrid)

In der Nationalmannschaft
- UEFA-Nations-League-Sieger (2): 2019, 2025

Auszeichnungen
- Golden Boy: 2019
- Nominierung für die Kopa-Trophäe: 2019 (3. Platz)
- Spieler des Monats der Primera División: November 2020 und März 2022